# Picatharte du Cameroun
Picathartes oreas
Espèce
Statut de conservation UICN

 VU C2a(i) : Vulnérable
Statut CITES
Le Picatharte du Cameroun (Picathartes oreas) est une espèce de passereaux appartenant à la famille des Picathartidae.
Il se nourrit surtout d'invertébrés, souvent à la poursuite de colonnes de fourmis, mais également de petits vertébrés comme des grenouilles ou des lézards. Il niche dans des grottes et des falaises rocheuses et a besoin d'un habitat spécifique, comme un surplomb rocheux pour le protéger des éléments et, souvent, d'une rivière saisonnière en contrebas pour le protéger des prédateurs. Il peut occasionnellement nicher dans des structures similaires telles que les contreforts d'arbres et les ponts en béton. Il niche en colonies lorsque les sites de nidification sont limités. Le nid est une tasse faite de boue, d'herbe sèche ou de feuilles. La femelle pond de un à trois œufs, le plus souvent deux. Elle couve pendant 21 à 24 jours, et les petits s'envolent à environ 24 jours. Dans le sud du Cameroun, le nidification a lieu d'août à octobre (avec un pic en septembre), mais ailleurs il niche entre mars et novembre (avec un pic d'août à novembre).
Il est classé comme vulnérable parce que sa population a chuté en dessous de 10 000 oiseaux et est fragmentée en raison de la perte d'habitat. La forêt laisse la place à l'agriculture (champs et plantations de café). Les perturbations dues aux ornithologues et aux écotouristes venant sur leurs sites de nidification devient une préoccupation croissante.

## Description
Il a la gorge grise et les parties supérieures grises. Le dessous est d'un orange pâle. La tête a un masque noir, une couronne violette et une tache rouge sur la nuque.

## Écologie et comportement

### Alimentation
Le Picatharte du Cameroun se nourrit principalement d'invertébrés et de petits vertébrés. Il mange des coléoptères, comme des charançons, des staphylinidés, des taupins du genre Ochodaeus, des papillons, des fourmis des genres Pachycondyla et Dorylus, des sauterelles, des blattes de la famille des Blattidae, des perce-oreilles, des chenilles, des fourmis-lions, des poissons d'argent et des vers de terre. Il consomme aussi de petits lézards, des grenouilles, des escargots et des limaces ainsi que des crabes du genre Potamon, des mousses et des feuilles. Sur un site de nidification l'espèce montrait une préférence pour arthropodes de la faune guanobie, se nourrissant des déjections des chauve-souris, mais cette préférence était moins prononcée sur d'autres sites. Il régurgite une partie de ce qu'il mange sous forme de pelotes de réjection.

### Reproduction
Le Picatharte du Cameroun vit seul ou en petites colonies de deux à cinq nids, même si une colonie de près de cinquante nids a été observée. Le comportement de parade nuptiale n'est pas connu et l'oiseau est monogame, ne se reproduisant pas avec d'autres individus que son compagnon. Le moment de la ponte dans une colonie n'est pas synchronisé, conduisant à différents stades de développement au sein de la colonie à un moment donné. La nidification serait coopérative en Guinée équatoriale, quatre oiseaux différents ayant été aperçus alimenter un même nid.

## Répartition
Il se reproduit dans le sud du Cameroun, le nord du Nigeria, le Gabon, la Guinée équatoriale et, peut-être, le Congo.

## Habitat
Cet oiseau se trouve dans la canopée continue, forêt primaire, mais il peut aussi occuper un habitat plus dégradé.

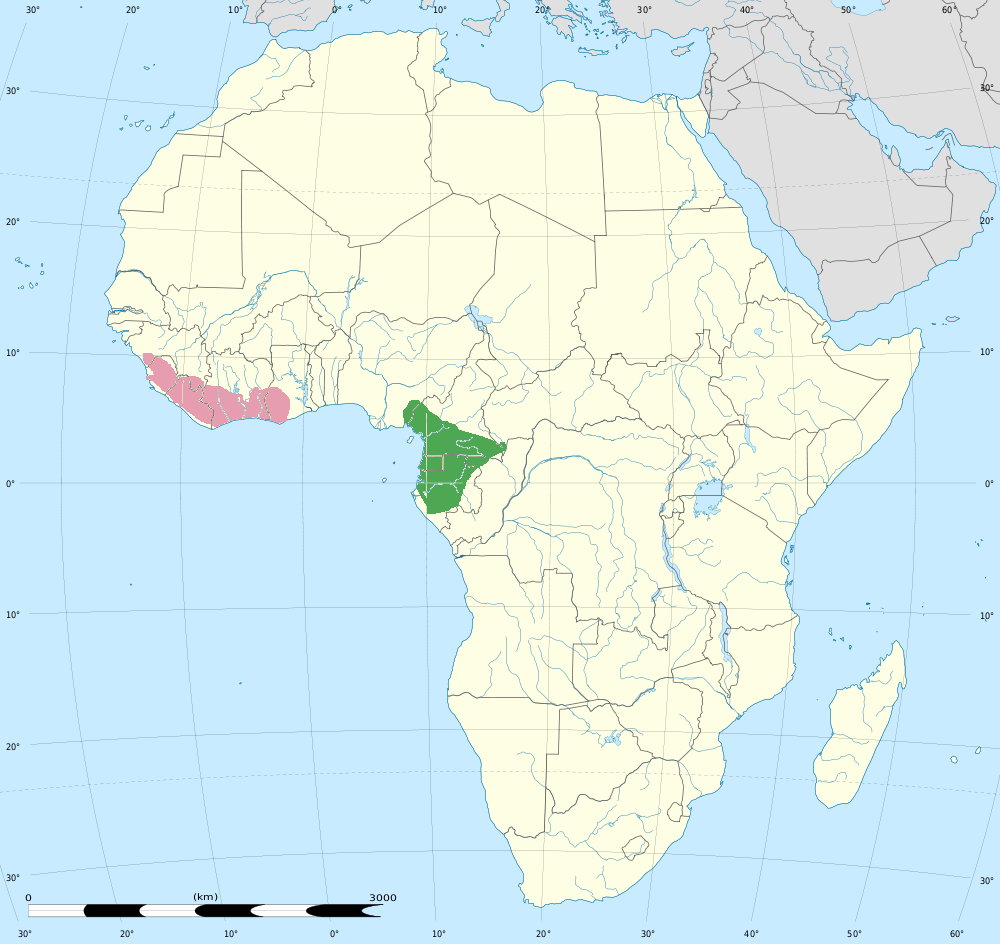
Répartition du Picatharte du Cameroun.
Répartition du Picatharte de Guinée.

## Taxonomie
Cette espèce a été décrite par Anton Reichenow en 1899 à partir d'un oiseau recueilli près de Limbé, au Cameroun. Il a publié sa description dans Ornithologische Monatsberichte et créé le nom de Picathartes oreas. Le nom de genre, Picathartes, avait été créé par René-Primevère Lesson en 1828, qui y avait déplacé le Picatharte de Guinée depuis le genre Corvus car l'oiseau n'avait pas certaines caractéristiques essentielles des membres du genre Corvus, comme des plumes sur la tête. Le nom générique provient d'une combinaison des noms de genre Pica comprenant des pies et Cathartes comptant des vautours,. Depuis leur entrée dans les classifications, les picathartes ont été placés dans plus de cinq familles différentes, dont celle des corbeaux (Corvidae), des étourneaux (Sturnidae), des gobe-mouches de l'Ancien Monde (Muscicapidae), des timalies (Timaliidae) et des fauvettes de l'Ancien Monde (Sylviidae). Avec le Picatharte de Guinée, ils sont aujourd'hui placés dans une famille qui leur est propre, celle des Picathartidae. Il a également été suggéré, même si cela n'est pas généralement admis, que les deux picathartes représentent les derniers représentants d'un ancien ordre d'oiseaux. Les analyses ADN plus récentes ont montré que les Picathartidae formaient un clade avec les deux chétopses d'Afrique australe formant la famille des Chaetopidae et l'Eupète à longue queue d'Asie du Sud, seul représentant de la famille des Eupetidae. Les études moléculaires suggèrent également que les picathartes ont dérivé de l'ancêtre commun du clade depuis 44 millions d'années. On pense que l'ancêtre de ce clade est originaire d'Australie et que ses descendants se sont répandus vers l'Afrique. Le Picatharte du Cameroun n'a pas de sous-espèces mais pourrait former une super-espèce avec le Picatharte de Guinée, le plumage et les motifs de la face étant les principales différences entre les deux espèces.